# Вянте
Мыс Вя́нте (лит. Ventės ragas, нем. Windenburger Eck) — небольшой полуостров на восточном побережье Куршского залива, в дельте Немана, к югу от деревни Вянте. На противоположном берегу залива находится деревня Прейла. Это — самый длинный в Литве полуостров. Его длина — 5,5 км, ширина — 2,2 км.

## Этимология названия
Название происходит из прусского и куршского языков и связано с рыболовством, являвшимся основным источником прибыли в дельте и рукавах Немана, и с особенностями течения. Здесь было множество рыболовных мест, в которых широко использовались рыболовные сети-ловушки.
- Прусский язык: «wenter» — верша, старинная рыболовная снасть-ловушка в форме мешка-колокола, которая устанавливается при помощи деревянных или железных стержней/обручей. Рыба, заплыв, уже не может развернуться.
- Куршский язык: «ventirs» — вентерь, сеть, мерёжа.
- Литовский и латышский языки: «venteris» — вентерь, мерёжа.

## История

### В составе Мемельского края (до 1919 г.)
1360 г. — Тевтонский орден построил на мысе замок Винденбург, который (вместе с соседним замком Росситтен, находящимся на другой стороне залива, в нынешнем посёлке Рыбачий) служил местом ночлега для рыцарей во время набегов на Литву и отражения ответных атак литовцев в XIV—XV веках до установления мира в 1422 г. Постепенно замок был разрушен водами и льдами залива.
1626 г. — был возведён каменный костёл, для строительства которого вероятно были использованы камни замка.
1702 г., 1 ноября — стены костёла были также разрушены волнами. В 1705 г. развалины костёла были перевезены в Кинтай и использованы для возведения евангелическо-лютеранской церкви, которая существует и поныне.
1837 г. — построен деревянный маяк с масляной лампой. В силу своей протяжённости и сильных ветров мыс Вянте был весьма опасным местом для судоходства и здесь потерпело крушение множество торговых судов с древесиной, пока не был возведён маяк и в 1863-1873 гг. прорыт канал Вильгельма, соединивший реку Неман и Клайпеду в обход Куршского залива.
1860 г. — начато строительство каменного маяка, которое было завершено к 1863 г. В том же 1860 г. была вымощена крайняя оконечность мыса для защиты маяка от волн.
1880 г. — возле маяка была оборудована водомерная станция.

### В составе Литвы (после 1919 г.)
1929 г. — профессор Тадас Иванаускас основал орнитологическую станцию, одну из старейших в Европе и первую в Литве.
1975-1986 гг. — была произведена реконструкция оконечности мыса Вянте. Берега были возвышены, укреплены и вымощены камнями. Был построен мол высотой 250 м, который по окончании зимы служит ледоколом. Эти работы помогли остановить разрушение полуострова мыса Вянте.
2013 г. — начата реконструкция орнитологической станции мыса Вянте, которая стала возможной благодаря поддержке структурных фондов ЕС. Общая стоимость работ — около 12 млн. литов (3,5 млн. евро), из которых средства ЕС составляют около 8 млн литов (2,3 млн евро).

## Маяк мыса Вянте
Маяк мыса Вянте — один из семи литовских маяков — является аналогом маяка в Уостадварисе. Принадлежит орнитологической станции мыса Вянте.
Его высота — 11 м, расстояние до залива — 30 м, а сигнал виден на расстоянии 3,5 км. Построен в 1863 году.
В настоящее время маяк не используется и несёт символическую функцию, поскольку судоходство в этих местах — не особо интенсивное. Чаще всего он показывает дорогу любителям зимней рыбалки.
Маяк является памятником техники. На него можно забраться по металлической лестнице, украшенной кованым орнаментом. Маяк также используется в качестве смотровой площадки, с которой открывается вид на Куршский залив, Куршскую косу и остров Русне.

## Орнитологическая станция мыса Вянте
Через мыс Вянте проходит большой путь миграции птиц — сотни тысяч птиц отдыхают здесь перед долгой дорогой в тёплые края. Иногда за один день здесь пролетают около 300 тыс. птиц. С момента основания орнитологической станции (1929 г.) здесь было окольцовано около 1,4 млн птиц, более чем 200 их видов.
На орнитологической станции мыса Вянте действует музей. Об экскурсии в музей надо договариваться заранее (возможна и на русском языке).
История станции:
1901 г. — Иоганнес Тинеманн (нем. Johannes Thienemann) открыл орнитологическую станцию в Росситтен (нынешний посёлок Рыбачий).
1929 г. — на мысе Вянте проф. Тадас Иванаускас основал станцию кольцевания птиц (аналог орнитологической станции в Росситтен) — одну из старейших в Европе (с экспозицией, посвященной природе).
1974 г. — орнитологической станцией руководит Л. Езерскас.